# Basse (boldspil)
Basse er et spil, som mest spilles i Trøndelag, Norge.
Hver spiller har sin rute (cirkel på jorden), som skal forsvares. Det spilles med en basse (footbag) på 60-100 gram, der normalt er flere ringe af en beskåret lang cykelslange, der er bundet sammen i en slags bold med en streng eller gummi. 
Hver spiller skal undgå at bassen lander i deres rute, men kan forsøge at få bassen til at lande i en modstanders cirkel. 

## Eksterne links
- www.basse.no – Foreningen for Bassens Fremme
- go.to/basse – information og regler på dansk